# نويل بروذرستون
نويل بروذرستون (بالإنجليزية: Noel Brotherston)‏ مواليد 18 نوفمبر 1956 في مقاطعة داون، أيرلندا الشمالية - الوفاة 6 مايو 1995 في بلاكبرن، كان لاعب كرة قدم أيرلندي شمالي كان يلعب كلاعب وسط. سبق له أن لعب في كأس العالم لكرة القدم مع منتخب بلاده.

## المسيرة الاحترافية

### أندية لعب لها
- توتنهام هوتسبير
- بلاكبيرن روفرز
- نادي بوري
- نادي سكاربورو

## روابط خارجية
- نويل بروذرستون على موقع الاتحاد الدولي (مؤرشف)  (الإنجليزية)
- نويل بروذرستون على موقع قاعدة بيانات كرة القدم.إي يو (الإنجليزية)
- نويل بروذرستون على موقع ناشيونال فوتبول تيمز (الإنجليزية)
- نويل بروذرستون على موقع عالم كرة القدم.نت (الإنجليزية)